# Zápas na Letních olympijských hrách 1996
Zápas na Letních olympijských hrách 1996 v Atlantě nabídl souboje o dvacet sad medailí, a to v deseti váhových kategoriích ve volném stylu a v deseti v řecko-římském. Soutěže probíhaly v Hale E Světového kongresového centra (Georgia World Congress Center) v Atlantě.

## Medailisté

### Volný styl
| Kategorie | Zlato                                        | Stříbro                                          | Bronz                                            |
| --------- | -------------------------------------------- | ------------------------------------------------ | ------------------------------------------------ |
| 48 kg     | Kim Il-ong · Severní Korea (PRK)             | Armen Mkrtčjan · Arménie (ARM)                   | Alexis Vila · Kuba (CUB)                         |
| 52 kg     | Valentin Jordanov · Bulharsko (BUL)          | Namig Abdullajev · Ázerbájdžán (AZE)             | Maulen Mamyrov · Kazachstán (KAZ)                |
| 57 kg     | Kendall Cross · Spojené státy americké (USA) | Givi Sisauri · Kanada (CAN)                      | Ri Yong-sam · Severní Korea (PRK)                |
| 62 kg     | Tom Brands · Spojené státy americké (USA)    | Jang Jae-sung · Jižní Korea (KOR)                | Elbrus Tedejev · Ukrajina (UKR)                  |
| 68 kg     | Vadim Bogijev · Rusko (RUS)                  | Townsend Saunders · Spojené státy americké (USA) | Zaza Zozirovi · Ukrajina (UKR)                   |
| 74 kg     | Buvajsar Sajtijev · Rusko (RUS)              | Pak Čang-sun · Jižní Korea (KOR)                 | Takuja Ota · Japonsko (JPN)                      |
| 82 kg     | Chadžimurad Magomedov · Rusko (RUS)          | Jang Hjon-mo · Jižní Korea (KOR)                 | Amír'rezá Chádem · Írán (IRI)                    |
| 90 kg     | Rasúl Chádem · Írán (IRI)                    | Macharbek Chadarcev · Rusko (RUS)                | Eldar Kurtanydze · Gruzie (GEO)                  |
| 100 kg    | Kurt Angle · Spojené státy americké (USA)    | Abbás Džadídí · Írán (IRI)                       | Aravat Sabejev · Německo (GER)                   |
| 130 kg    | Mahmut Demir · Turecko (TUR)                 | Alexej Medveděv · Bělorusko (BLR)                | Bruce Baumgartner · Spojené státy americké (USA) |

### Řecko-římský zápas
| Kategorie | Zlato                               | Stříbro                                        | Bronz                              |
| --------- | ----------------------------------- | ---------------------------------------------- | ---------------------------------- |
| 48 kg     | Sim Kwon-ho · Jižní Korea (KOR)     | Alexandr Pavlov · Bělorusko (BLR)              | Zafar Gulijev · Rusko (RUS)        |
| 52 kg     | Armen Nazarjan · Arménie (ARM)      | Brandon Paulson · Spojené státy americké (USA) | Andrij Kalašnikov · Ukrajina (UKR) |
| 57 kg     | Jurij Melnyčenko · Kazachstán (KAZ) | Dennis Hall · Spojené státy americké (USA)     | Šeng Ce-tchien · Čína (CHN)        |
| 62 kg     | Włodzimierz Zawadzki · Polsko (POL) | Juan Marén · Kuba (CUB)                        | Mehmet Âkif Pirim · Turecko (TUR)  |
| 68 kg     | Ryszard Wolny · Polsko (POL)        | Ghani Yalouz · Francie (FRA)                   | Alexandr Treťjakov · Rusko (RUS)   |
| 74 kg     | Filiberto Azcuy · Kuba (CUB)        | Marko Asell · Finsko (FIN)                     | Józef Tracz · Polsko (POL)         |
| 82 kg     | Hamza Yerlikaya · Turecko (TUR)     | Thomas Zander · Německo (GER)                  | Valerij Cilent · Bělorusko (BLR)   |
| 90 kg     | Vjačeslav Olijnyk · Ukrajina (UKR)  | Jacek Fafiński · Polsko (POL)                  | Maik Bullmann · Německo (GER)      |
| 100 kg    | Andrzej Wroński · Polsko (POL)      | Sergej Lištvan · Bělorusko (BLR)               | Mikael Ljungberg · Švédsko (SWE)   |
| 130 kg    | Alexandr Karelin · Rusko (RUS)      | Matt Ghaffari · Spojené státy americké (USA)   | Sergej Murejko · Moldavsko (MDA)   |

## Přehled medailí
| Pořadí | Země                         | Zlato | Stříbro | Bronz | Celkově |
| ------ | ---------------------------- | ----- | ------- | ----- | ------- |
| 1      | Rusko (RUS)                  | 4     | 1       | 2     | 7       |
| 2      | Spojené státy americké (USA) | 3     | 4       | 1     | 8       |
| 3      | Polsko (POL)                 | 3     | 1       | 1     | 5       |
| 4      | Turecko (TUR)                | 2     | 0       | 1     | 3       |
| 5      | Jižní Korea (KOR)            | 1     | 3       | 0     | 4       |
| 6      | Írán (IRI)                   | 1     | 1       | 1     | 3       |
| 6      | Kuba (CUB)                   | 1     | 1       | 1     | 3       |
| 8      | Arménie (ARM)                | 1     | 1       | 0     | 2       |
| 9      | Ukrajina (UKR)               | 1     | 0       | 3     | 4       |
| 10     | Severní Korea (PRK)          | 1     | 0       | 1     | 2       |
| 10     | Kazachstán (KAZ)             | 1     | 0       | 1     | 2       |
| 12     | Bulharsko (BUL)              | 1     | 0       | 0     | 1       |
| 13     | Bělorusko (BLR)              | 0     | 3       | 1     | 4       |
| 14     | Německo (GER)                | 0     | 1       | 2     | 3       |
| 15     | Ázerbájdžán (AZE)            | 0     | 1       | 0     | 1       |
| 15     | Kanada (CAN)                 | 0     | 1       | 0     | 1       |
| 15     | Francie (FRA)                | 0     | 1       | 0     | 1       |
| 15     | Finsko (FIN)                 | 0     | 1       | 0     | 1       |
| 19     | Japonsko (JPN)               | 0     | 0       | 1     | 1       |
| 19     | Gruzie (GEO)                 | 0     | 0       | 1     | 1       |
| 19     | Čína (CHN)                   | 0     | 0       | 1     | 1       |
| 19     | Švédsko (SWE)                | 0     | 0       | 1     | 1       |
| 19     | Moldavsko (MDA)              | 0     | 0       | 1     | 1       |
| Celkem | Celkem                       | 20    | 20      | 20    | 60      |

## Zúčastněné země
Do bojů o medaile zasáhlo 401 zápasníků z 75 zemí:
| - Albánie (1) - Alžírsko (2) - Americká Samoa (1) - Argentina (1) - Arménie (8) - Austrálie (9) - Ázerbájdžán (8) - Belgie (1) - Bělorusko (16) - Bosna a Hercegovina (1) - Bulharsko (11) - Čína (5) - Česko (3) - Dominikánská republika (1) - Egypt (1) - Estonsko (4) - Finsko (5) - Francie (2) - Gruzie (8) | - Guam (1) - Guatemala (1) - Guinea-Bissau (1) - Chorvatsko (1) - Indie (1) - Írán (10) - Izrael (1) - Itálie (4) - Japonsko (12) - Jemen (1) - Jugoslávie (2) - Jihoafrická republika (1) - Jižní Korea (15) - Kambodža (1) - Kamerun (1) - Kanada (14) - Kazachstán (11) - Kolumbie (3) - Kuba (15) | - Kypr (1) - Kyrgyzstán (4) - Lotyšsko (1) - Litva (3) - Maďarsko (11) - Makedonie (3) - Maroko (5) - Mexiko (7) - Moldavsko (6) - Mongolsko (4) - Německo (11) - Nigérie (4) - Norsko (1) - Pákistán (1) - Panama (1) - Peru (5) - Polsko (11) - Portugalsko (1) - Portoriko (5) | - Rumunsko (10) - Rusko (20) - Řecko (10) - Senegal (2) - Severní Korea (3) - Slovensko (4) - Spojené státy americké (20) - Sýrie (2) - Švédsko (7) - Švýcarsko (2) - Tádžikistán (1) - Tunisko (3) - Turecko (13) - Turkmenistán (1) - Ukrajina (17) - Uzbekistán (10) - Velká Británie (1) - Venezuela (6) |